# Juan Eusebio Nieremberg
Juan Eusebio Nieremberg y Ottin (Madrid, 9 de septiembre de 1595-Madrid, 2 de abril de 1658) fue un humanista, físico, biógrafo, teólogo y escritor ascético español, perteneciente a la Compañía de Jesús.

## Biografía
Era hijo de padre tirolés, Gottfried Nieremberg, y de madre bávara, Regina Ottin, pertenecientes al séquito de María de Austria, hija de Carlos V y viuda del emperador Maximiliano II. Se establecieron definitivamente en España en 1576, y cuando nació Juan Eusebio en 1595 ya llevaban casi veinte años instalados en la Corte. Conocían a Juan Caramuel, con quien Juan Eusebio estrechó una gran amistad. 

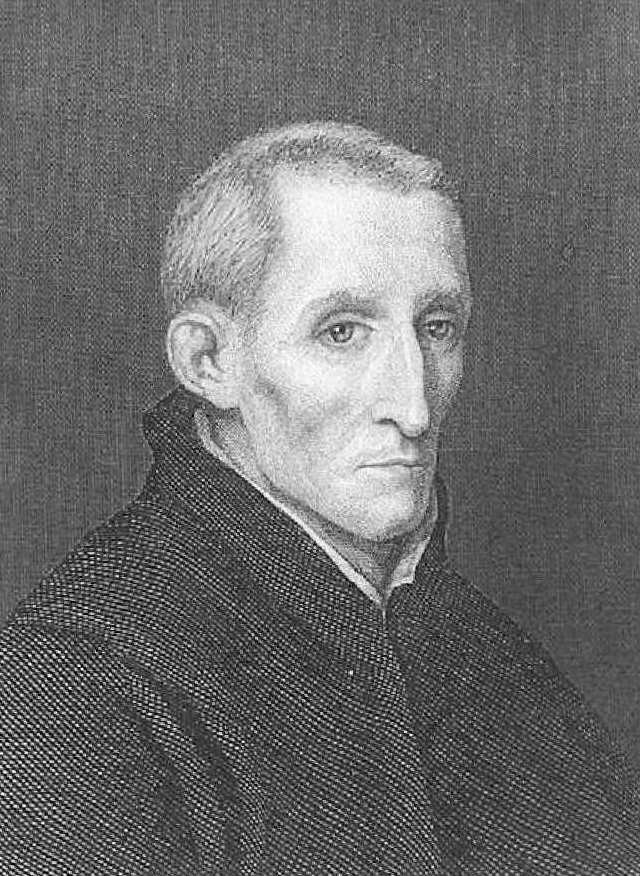
Bartolomé Maura Montaner, Retrato de Juan Bautista Nieremberg, c. 1880, aguafuerte. Madrid, Biblioteca Nacional de España. Toma los rasgos de un retrato grabado aparecido en vida del autor en una de sus obras.

Estudió en el Colegio Imperial de los jesuitas de Madrid y a continuación se fue a Salamanca para estudiar Derecho civil y canónico. Tras una crisis espiritual, consecuencia de una grave enfermedad, y vencer una tenaz resistencia familiar (era hijo único y mayorazgo de su padre), hizo unos ejercicios espirituales a los diecinueve años e ingresó en la Compañía de Jesús (Salamanca, 31 de marzo de 1614). Su biógrafo, discípulo y sucesor en el Colegio Imperial, Alonso de Andrade, describió así su experiencia:
Imprimiole Dios, como él conﬁesa en los apuntamientos que hizo de las mercedes que recibió de su mano, tres conocimientos en esta ocasión. El primero fue de la fealdad y gravedad del pecado…. El segundo del conocimiento propio de su miseria y vileza. El tercero fue de la inﬁnidad de Dios, su grandeza, en la que se anega sin hallar pie, ni fondo, ni medida a su inmensidad…
Como tenía que ser miembro de la provincia de Toledo, no de la de Castilla la Vieja, efectuó su noviciado en Villagarcía, Navalcarnero y Madrid. Pronunció sus primeros votos de escolar el 3 de abril de 1616, antes de que sus superiores lo enviasen a Huete para mejorar su latín y sobre todo para aprender el griego y el hebreo. En 1619 residía en el Colegio de Alcalá de Henares, y en la Universidad de Alcalá estudió Artes y Teología junto a su amigo Juan Caramuel entre 1618 y 1623. En 1623 fue ordenado presbítero y profesó como jesuita en 1633. Ayudó al padre Juan Luis de la Cerda a publicar unos Comentarios sobre Tertuliano y San Aldhelmo. Estuvo algún tiempo en Toledo, pero fue llamado a Madrid en 1628 para enseñar humanidades y ciencias naturales en el Colegio Imperial de Madrid, transformado en universidad de la Compañía de Jesús, durante seis años, encontrándose en su primera lección, el 19 de febrero de 1628, Lope de Vega, quien la celebró con un poema, la Isagoge. Cinco años más tarde hizo la profesión solemne del cuarto voto (4 de julio de 1633), añadiendo a su Cátedra de Ciencias Naturales la de Sagrada Escritura, y asumió largo tiempo ambas asignaturas. Fue además confesor y prefecto, actividades que compaginó con una infatigable vida pastoral, visitando cárceles y hospitales y dando siempre testimonio de su altísima espiritualidad, rasgo este el más característico de su personalidad. Andrade afirma que pidió ser misionero en las Indias, pero no ha quedado resto documental alguno que lo confirme; más bien parece que se dedicó solo a estudiar y escribir; el propio Andrade indica que retirado del bullicio de la Corte, tomó un aposento en lo más retirado de la casa, quatrocientos i más passos de la portería... donde vivía como en soledad del yermo, entregándose todo a la contemplación y lición, y al estudio de los libros, no saliendo de casa si no era compelido de gravísima causa.

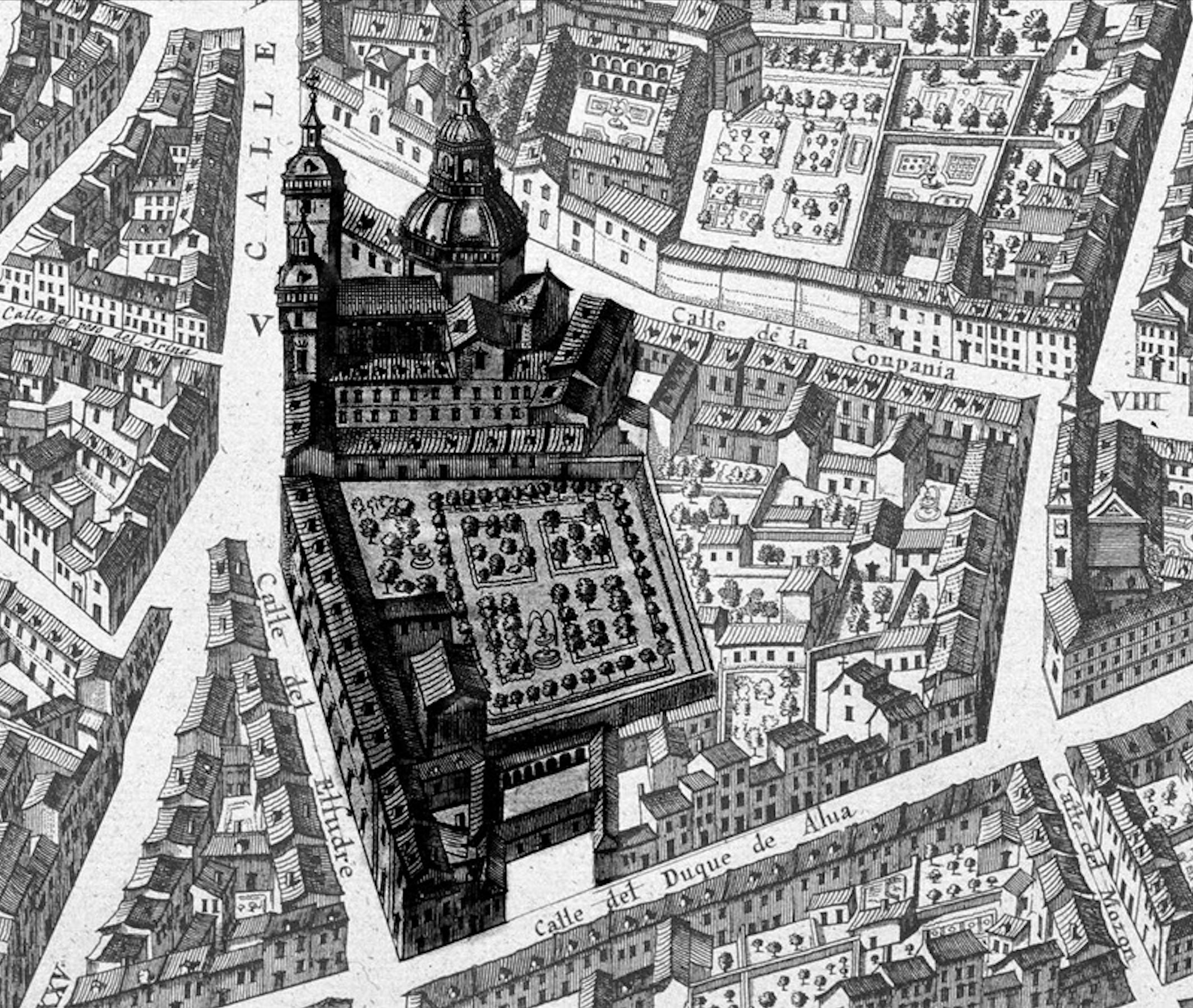
Detalle en el plano de Pedro Texeira del Colegio Imperial de la Compañía de Jesús, anexo a la colegiata de San Isidro, en la calle de Toledo (Madrid), donde estudió, enseñó y escribió Juan Eusebio Nieremberg.

Durante su etapa como profesor de ciencias naturales publicó algunas obras científicas como Curiosa Filosofía, y tesoro de maravillas de la naturaleza, examinadas en varias cuestiones naturales (Madrid: Imprenta del Reino, 1630), que es en realidad un compendio falto de sentido crítico de ciencia popular, e Historia naturae, maxime peregrinae (Amberes, 1634) escritas con amenidad, aunque sin contribuciones originales, aunque se sirvió de dibujos del famoso naturalista F. Hernández. En Filosofía renovada de los cielos expone la teoría de Tycho Brahe, a la que se adhiere, y comenta los descubrimientos de Galileo Galilei sobre la superficie lunar, las manchas solares, las fases de Venus, etcétera. En Oculta filosofía. Razones de la música en el hombre y la naturaleza (Madrid: imprenta del Reino, 1634) daba razón de la capacidad terapéutica de la música en las dolencias del cuerpo, así como de su valor como medicina del alma, inspirándose en el neoplatonismo. Tuvo empero el buen sentido de preferir, pese a que la raíz de su pensamiento en cuestiones de física es aristotélica, la explicación corpuscular del atomismo a la de las formas substanciales del estagirita, en lo que coincidió con su amigo Juan Caramuel y en lo que le seguirían después los novatores del siglo XVIII. Sus obras científicas se completan con Del nuevo misterio de la piedra imán y nueva descripción del globo terrestre (Madrid, 1643). Fue también Rector de la casa de Probación de Madrid y Maestro de Novicios. 
En la corte alcanzó un cierto relieve que le granjeó respeto. Confesor de Margarita de Saboya, duquesa de Mantua, nieta de Felipe II y prima de Felipe IV, también fue consejero del rey y de su valido el Conde-duque de Olivares, a quien dirigió su folleto Causa y remedio de los males públicos, y un intelectual comprometido con los debates que afectaban a la religión católica en materia de doctrina entre el Papado y la propia Monarquía Hispánica, participando en la Junta Real sobre la Inmaculada Concepción, tema al que dedicó algunas obras. 
Una enfermedad desconocida, probablemente una apoplejía, le atacó a los cincuenta años (1645) dejándolo largas temporadas hemipléjico, sin poder mover las manos, privado de la palabra y aun de la vista, lo que soportó con entereza, recuperando parte de sus facultades hasta que falleció a los sesenta y tres años en Madrid, el 2 de abril de 1658.

## Pensamiento
El pensamiento filosófico de Nieremberg es extremadamente ecléctico: mezcla la escolástica con elementos averroístas, cabalísticos, platónicos y estoicos y por eso padece la falta de organicidad de la escuela ecléctica, aunque siempre sometido al dogma católico. Pronto se orientó hacia la teología, la ascética y la hagiografía, que forman lo grueso de su obra escrita, de suyo abundante (73 títulos impresos, de ellos 53 en latín, y 11 manuscritos). Uno de sus principales estudiosos, Hugues Didier, afirma que "Nieremberg fue ante todo un erudito y un pensador neoplatónico, quizás más plotiniano que propiamente agustiniano, y muy típico del barroquismo. En algunas de sus obras latinas se encuentran las bases teóricas de la cosmovisión de Pedro Calderón de la Barca: ambos autores reflejan el ambiente intelectual del Colegio Imperial de Madrid".

El Padre Nieremberg no cita a Vives; mas sí a discípulos de éste, como Francisco Vallés. El impulso del vivismo hizo que nuestro jesuita nunca se contentara con las opiniones filosóficas de un solo autor, sino que espigó entre los más respetables de todos los tiempos.

Como escritor usó una elegante prosa castellana, todavía pura, desenvuelta y clara en el siglo del conceptismo, amena y algo recargada, al gusto barroco, de antítesis, paronomasias y juegos de palabras, pero sin los excesos culteranos de Paravicino y con un cierto buen gusto y brillantez para la metáfora y el ejemplo.
Dejó testimonio de sus estudios escriturísticos en De origine S. Scripturae libri duodecim y en Stromata S. Scripturae. Hizo una versión del Catecismo romano que fue reimpresa muchas veces y defendió en numerosos opúsculos la Inmaculada Concepción, en cuya definición dogmática participó a instancias del Rey. Sus obras ascéticas fueron un gran éxito de ventas en toda Europa, también durante el siglo XVIII, y fueron traducidas a las lenguas más importantes. Escribió aún joven una vida de San Ignacio de Loyola poco documentada que fue incluida en el Index librorum prohibitorum en 1646. También parecen demasiado crédulas las biografías contenidas en los cuatro volúmenes de Varones ilustres de la Compañía de Jesús (Madrid 1643-47), que luego completaría con otros dos su discípulo Alonso de Andrade. Escribió además la Vida del santo padre, y gran siervo de Dios el beato Francisco de Borja (1644), que es un poco mejor. Tradujo la De imitatione Christi / Imitación de Cristo de Tomás de Kempis, llegando su versión incluso a sustituir a la fray Luis de Granada.
Entre sus obras ascéticas destaca especialmente Diferencia entre lo temporal y eterno. Crisol de desengaños con la memoria de la eternidad, postrimerías humanas y principales misterios divinos (Madrid, 1640), obra escrita en una prosa admirable, que alcanzó 60 reimpresiones y numerosas traducciones y que inspiró a Jacinto Verdaguer su poema La Atlántida; se trata de una de las obras maestras de la literatura barroca española. Fue el primer libro que se publicó enteramente en idioma guaraní (1706) y también el más antiguo libro impreso en lengua árabe y en un país árabe (siglo XVIII, siendo creada la imprenta árabe en Italia durante el siglo XVI). Esta obra fue plagiada por el escritor inglés anglicano Jeremy Taylor en Contemplations of the state of man in this life, and in that which is to come, 1702.
También es importante su Aprecio y estima de la divina gracia (Madrid, 1638); De la hermosura de Dios y su amabilidad (Madrid, 1641) y De adoratione in spiritu et veritate (Amberes, 1631). Narciso Alonso Cortés editó en 1915 parte de su extenso Epistolario, formado no por auténticas cartas, sino por tratados dirigidos a personas imaginarias. En ellas se habla del divorcio, los duelos y la vanidad de los ricos, y, aunque verbosas, conforman un valiosísimo registro de la vida contemporánea. Menéndez Pelayo lo definió como: «Uno de los cinco o seis grandes prosistas de nuestro siglo XVII», agregando que poseyó un estilo «elegantísimo pero recargado, verboso y exuberante, profuso de palabras más que de ideas». En el género De regimine principum destaca su Obras y días. Manual de Señores y Príncipes, 1629. En Devoción y patrocinio de San Miguel (1643), propuso cambiar la protección sobrenatural de España y sustituir al desprestigiado Santiago por el arcángel san Miguel, que era ya protector de la casa de Austria. En Corona virtuosa y virtud coronada (1643), reunió en un mismo libro las glorias pasadas de Castilla y las del Sacro Imperio para proponerle sus ejemplos al príncipe Baltasar Carlos.
El antiguo catálogo de la Biblioteca Nacional de Madrid, así como Antonio Palau y Dulcet, añaden erróneamente a la dilatada lista de sus obras las de otro docente del Colegio Imperial, el borgoñón Claude Clément, o Claudio Clemente, S. I.
Sus Obras completas se editaron en Madrid en 1892 en seis volúmenes y Eduardo Cepeda Enríquez ha editado sus Obras escogidas (BAE, vol. CIII, 1957). Fue reconocido como autoridad de buen lenguaje por la Real Academia Española.

## Obras

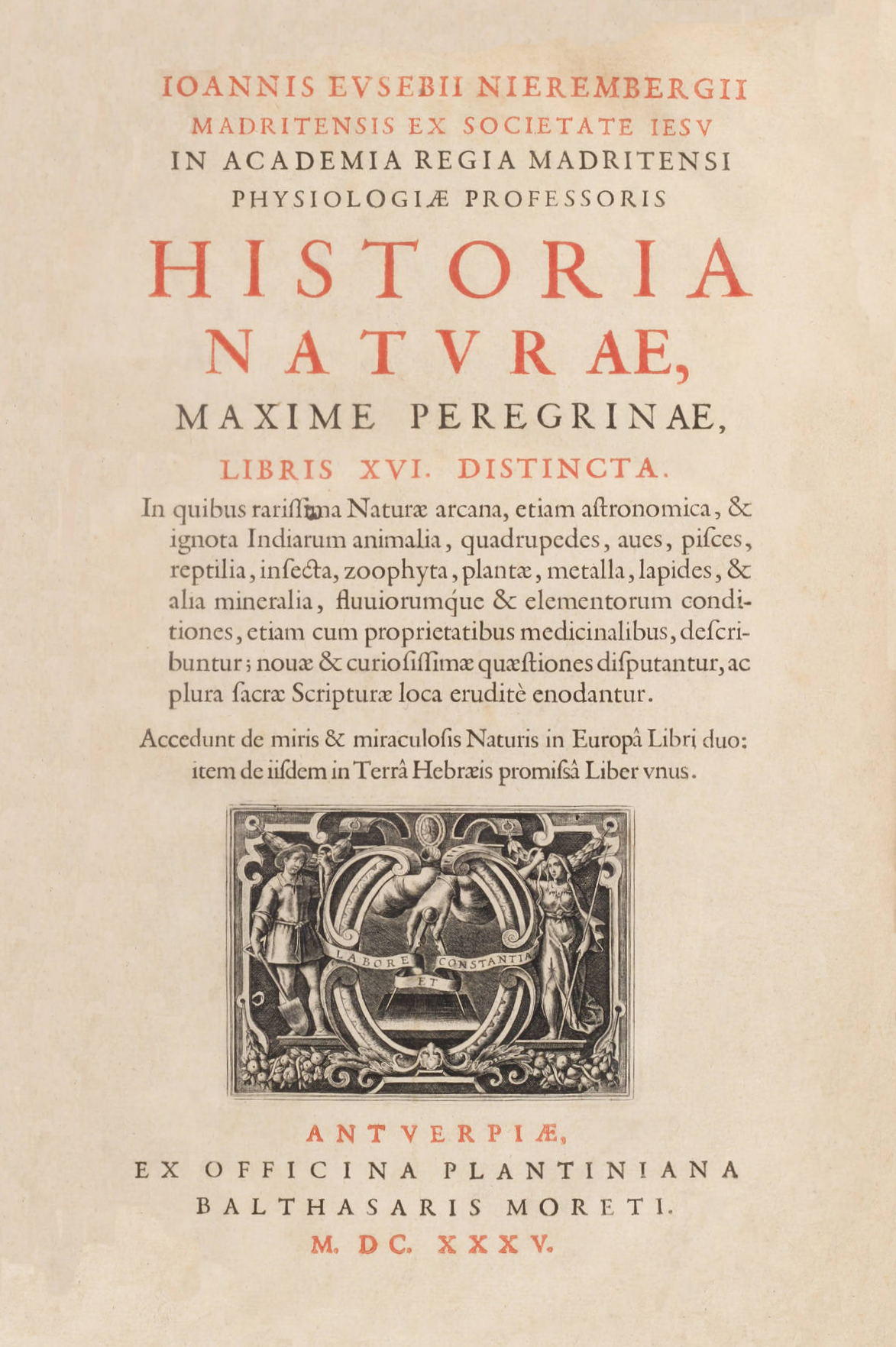
Historia natvrae, maxime peregrinae (libris XVI). 1635.

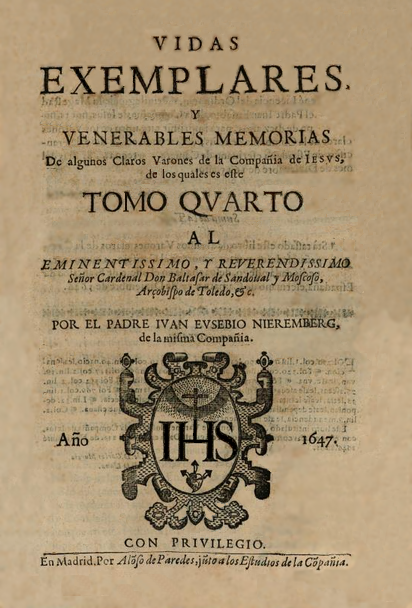
Vidas ejemplares y venerables memorias de algunos claros varones de la Compañía de Jesús (tomo cuarto). 1647.

- Obras y Días. Manual de Señores y Principes; en que se Propone con su Pureza y Rigor la Especulación y Ejecución Política, Económica y Particular de Todas las Virtudes (Madrid, 1628)
- Centuria de dictámenes prudentes (Quiñones, Madrid, 1641).
- Prolusión a la doctrina e historia natural (Madrid, 1629).
- Sigalion sive de sapientia mythica (Madrid, 1629; Lyon, 1642)
- Curiosa Filosofía y cuestiones naturales (Imprenta del Reino, Madrid, 1630)
- Vida del glorioso Patriarca San Ignacio de Loyola (Madrid, 1631)
- De adoratione in spiritu et veritate, lib. IV. In quibus totius spiritualis vitae Imitationes Christi et Theologiae mysticae nucleus eruitur ex sanctis Patribus et spiritualissimis viris Diadocho, Dorotheo, Climaco, Rusbrochio, Sosone, Thaulero, Kempis et Gersone. (Amberes: Baltasar Moreti, Officina Plantiniana, 1631)
- De arte voluntatis, libri sex. In quibus platonicae, stoicae et christianae disciplinae medulla digeritus, succo omni politioris Philosophiae expresso ex Platone, Séneca, Iambichio Epicteto, Dione, Chrysostomo, Plotino et aliis. Accedit ad calcem historiae panegyricae de tribus martyribus... in Uruguay pro fide occisis (Lyon: Iacobi Cardon, 1631)
- De la afición y amor de Jesús, (1630?; Madrid, 1632)
- De la afición y amor de María... (1630?; Madrid, 1632)
- Vida Divina y Camino Real de Grande Atajo para la Perfección (Madrid, 1633; 1633)
- Oculta Filosofía, (Barcelona, 1645)
- Curiosa y oculta filosofia: primera y segunda parte de las marauillas de la naturaleza, examinadas en varias questiones naturales... Tercera impression añadida por el mismo autor  (Alcalá: Imprenta de María Fernández, a costa de Juan Antonio Bonet, 1649).
- Libro de la vida de Jesús crucificado, impreso en Jerusalén con su sangre (Barcelona, 1634)
- Historia naturae, maxime peregrinae (Amberes, 1634)
- Trophaea mariana seu de victrice misericordia Deiparae, gefolgt von De virginitate S.S. Dei Matris apologetica dissertatio (Amberes, 1638)
- Del aprecio y estima de la gracia divina, que nos mereció el Hijo de Dios, con su Preciosa Sangre, y Pasión (Juan Sánchez, Madrid, 1638; Hospital Real y General, Zaragoza, 1640)
- Compendio de la vida del V. P. Martin Gutiérrez (Madrid, 1639)
- De la diferencia entre lo temporal y lo eterno, y Crisol de Desengaños con la memoria de la eternidad, postrimerías humanas y principales misterios divinos (Madrid, 1640, 1654; Imprenta Real, Madrid, 1675)
- Práctica del Catecismo romano y doctrina cristiana (Diego Díaz de la Carrera, Madrid 1640, 1641; Imp. María de Quiñones, Madrid, 1646)
- Vida del dichoso y venerable Padre Marcelo Francisco Mastrilli (Madrid, 1640)
- Flores espirituales en que se proponen varios puntos muy provechosos para las almas (Madrid, 1640)
- Prodigio del amor divino y finezas de Dios con los hombres (Juan Sánchez, Madrid, 1641).
- De la hermosura de Dios y su amabilidad por las Infinitas Perfecciones del Ser Divino (Juan Sánchez, Madrid 1641)
- Theopoliticus sive brevis illucidatio et rationale divinorum operum atque providentia humanorum (Amberes, 1641)
- Causa y remedio de los males públicos. Dedicado al Conde-Duque (Madrid: María de Quiñones / Francisco de Robles, 1642)
- Consuelo de las almas escrupulosas y su remedio, (Madrid, 1642).
- Dictámenes de espíritu (Puebla de Los Ángeles, 1642)
- Tratado sobre el lugar de los Cantares  Veni de Libano  Explicado de la perfección religiosa (Madrid: Francisco Maroto a costa de Francisco de Robles, mercader de libros, 1642)
- Ideas de virtud en algunos claros varones de la Compañía de Jesús, para los Religiosos de Ella (María de Quiñones, Madrid, 1643)
- Doctrinae asceticae sive spiritualium institutionum pandectae (Lyon, 1643)
- Partida a la eternidad y preparación para la muerte, (Madrid, 1643)
- De la devoción y patrocinio de San Miguel (María de Quiñones, Madrid, 1643)
- Corona virtuosa y virtud coronada (Francisco Maroto, Madrid, 1643)
- Del nuevo misterio de la piedra imán y nueva descripción del globo terrestre (Madrid, 1643)
- Firmamento religioso de lucidos astros en algunos claros varones de la Compañía de Jesús (Quiñones, Madrid, 1644)
- Honor del gran patriarca S. Ignacio de Loyola, fundador de la Compañía de Jesús, en que se Propone su Vida, y la de su Discípulo el Apóstol de las Indias S. Francisco Xavier. Con la Milagrosa Historia del Admirable Padre Marcelo Mastrilli, y las Noticias de Gran Multitud de Hijos del Mismo P. Ignacio, Varones Clarísimos en Santidad, Doctrina, Trabajos, y Obras Maravillosas en Servicio de la Iglesia (Quiñones, Madrid, 1645)
- Vida del Santo Padre Francisco de Borja (Madrid, 1644)
- Partida a la eternidad y preparación a la muerte (Imprenta Real, Madrid, 1645)
- Vidas ejemplares y venerables memorias de algunos claros varones de la Compañía de Jesús, de los Cuales es este Tomo Cuarto (Alonso de Paredes, Madrid, 1647)
- De la constancia en la virtud y medios de perseverancia (Madrid, 1647)
- Epistolas del reverendo Padre Juan Eusebio Nieremberg, Religioso de la Compañía de Jesús. Publicadas pour Manuel de Faria y Sousa, Caballero de la Orden de Cristo, y de la Casa Real (por Alonso de Paredes, Madrid, 1649)
- Devocionario del Santísimo Sacramento (Madrid, 1649).
- Cielo estrellado de María (Madrid, 1655)
- Obras cristianas del Padre Juan Eusebio Nieremberg, Tomo I de sus obras en romance (Imprenta Real, Madrid, 1665)
- Obras filosóficas del Padre Juan Eusebio Nieremberg, Tomo III (Imprenta Real, Madrid, 1664)
- Obras cristianas (Lucas Martín de Hermosilla, Sevilla, 1686)
- Vida de Santa Teresa de Jesús (Madrid, 1882)
- De origine Sacra e Scripturae, libri XII. In quibus multa Scripturae loca explanatur et antiquitate ex sacra profanaque eruditione eruuntur (Lugduni: Petri Post, 1641)